# Paranerita rosacea
Paranerita rosacea là một loài bướm đêm thuộc phân họ Arctiinae, họ Erebidae.